# Ликвидность банка
Ликвидность банка (англ. bank liquidity) — способность банка обеспечить своевременное и полное исполнение своих обязательств. Управление ликвидностью банка направлено на предотвращение и устранение как недостатка, так и излишка ликвидности. Недостаточная ликвидность может привести к неплатёжеспособности банка, а чрезмерная может неблагоприятно повлиять на его доходность.

## Определение
Согласно БРЭ ликвидность банка — это способность банка своевременно исполнить свои обязательства.

## Типы ликвидности

### По источникам
Накопленная
- денежная наличность (деньги в кассе и на корреспондентских счетах);
- активы, которые можно быстро превратить в наличность (например, ценные бумаги).

Покупная
- межбанковские кредиты, которые можно получить с межбанковского рынка
- возможные кредиты от основного регулятора банковской деятельности в стране (в России — Центральный банк Российской Федерации)

### По срочности
- мгновенная
- краткосрочная
- среднесрочная
- долгосрочная

## Методы анализа и управления ликвидностью

### Метод коэффициентов
Коэффициентный метод анализа ликвидности является наиболее простым. Он включает:
1. Определение состава, периодичности расчета и предельных значений показателей ликвидности
2. Анализ и оценку состояния показателей ликвидности на основе:
  - сравнения фактических значений показателей с нормативными, предельными;
  - анализа динамики фактических значений показателей;
  - осуществления факторного анализа изменений фактических значений;
3. Выбор способов устранения несоответствий, установленных на основе проведенного анализа

Состав показателей ликвидности определяется каждым банком, исходя из специфических факторов, влияющих на ликвидность конкретного банка.

#### Нормативы ликвидности Банка России
В настоящее время (апрель 2015) Банком России установлено три обязательных норматива ликвидности:
| Норматив | Название                                | Описание                                                                                                   | Предельное значение |
| -------- | --------------------------------------- | --- | ------------------- |
| Н2       | норматив мгновенной ликвидности банка   | Регулирует риск потери банком ликвидности в течение одного операционного дня                               | ≥ 15 %              |
| Н3       | норматив текущей ликвидности банка      | Регулирует риск потери банком ликвидности в течение ближайших к дате расчета норматива 30 календарных дней | ≥ 50 %              |
| Н4       | норматив долгосрочной ликвидности банка | Регулирует риск потери банком ликвидности в результате размещения средств в долгосрочные активы            | ≤ 120 %             |

Все коммерческие банки России ежемесячно представляют в ЦБ РФ отчет о состоянии данных показателей.
С 1 января 2016 года ЦБ РФ ввел норматив краткосрочной ликвидности (Базель III). Минимально допустимое значение норматива составит 70% с повышением на 10 процентных пунктов ежегодно до достижения величины 100% с 1 января 2019 года.
Требование по соблюдению норматива краткосрочной ликвидности будет распространяться на системно значимые кредитные организации, признанные Банком России таковыми в соответствии с Указанием Банка России от 22 июля 2015 г. № 3737-У «О методике определения системно значимых кредитных организаций».
К системно значимым кредитным организациям, являющимся головными организациями банковских групп, будет применяться требование по соблюдению норматива краткосрочной ликвидности на консолидированной основе.

### Анализ разрывов (ГЭП-анализ)
Существует два основных вида ГЭП-анализа (GAP):
- Стандартный (Статический) ГЭП — ГЭПы строятся на основании уже существующих сделок;
- Трансформированный (Динамический) ГЭП — используются планы, а также применяются методы трансформации ресурсов из одной срочности в другую.

### Платежный календарь
Платежный календарь (график поступлений и списаний) составляется на короткий промежуток времени (обычно не более 3-х месяцев) и охватывает все списания и поступления средств банка.
Первым разделом календаря является его расходная часть, отражающая все предстоящие расчеты и перечисление средств, вторым — доходная часть.
Соотношение между обеими частями календаря должно быть таким, чтобы обеспечивалось их равенство.
В случае превышения поступлений над расходной частью излишки средств осядут в коротких высоколиквидных активах, что означает как большую устойчивость финансового состояния и платежеспособность в предстоящем периоде, так и возможное уменьшение доходности банка.
Превышение расходов над поступлениями свидетельствует о снижении возможностей банка в покрытии предстоящих расходов. В таком случае часть непервоочередных платежей переносится на другой календарный период, либо используются заемные средства.

### Платежная позиция
Платежная позиция (или текущая позиция) банка — это остаток средств на корреспондентских счетах с указанием сумм притока и/или оттока средств и их назначений в течение дня. В платежную позицию включаются балансовые активы и пассивы, внебалансовые требования и обязательства банка.
Система управления платежной позицией Банка направлена на поддержание положительной позиции во всех видах валют в некотором будущем при реализации наиболее вероятного сценария событий.

### Стресс-тестирование
Стресс-тестирование позволяет предупредить руководство банка о возможных потерях в стрессовых условиях и (или) крупных потерях, которые могут произойти с небольшой вероятностью, поэтому оно способствует более глубокому пониманию профиля рисков банка, его устойчивости к внутренним и внешним шокам, формированию обоснованных подходов к стратегическому планированию развития деятельности.
Стресс-тестирование представляет собой оценку потенциального воздействия на финансовое состояние банка ряда заданных шоков (шоковых ситуаций), то есть изменений в факторах риска, соответствующих исключительным, но вероятным событиям.

## Виды обязательств Банка
Обязательства банка складываются из двух типов:
Реальные обязательства - обязательства, отраженные на балансе банка в виде средств до востребования, депозитов, привлеченных межбанковских ресурсов, средств кредиторов и прочих заемных средств.
Условные обязательства - обязательства отраженные на внебалансе:
- пассивные операции (гарантии и поручительства, выданные банком, и др.);
- активные операции (неиспользованные кредитные линии и выставленные аккредитивы).

## Виды активов банка
Активы банка характеризуются тремя основными свойствами:
- ликвидность
- риск
- доходность

Чем менее ликвидны активы, тем выше их рисковость и доходность (за исключением последней группы активов).
| Виды активов                                                                       | Степень ликвидности                 | Уровень риска | Доходность                 |
| ---------------------------------------------------------------------------------- | ----------------------------------- | ------------- | -------------------------- |
| - денежные средства банка, находящиеся в его кассе и на корреспондентских счетах   | первоклассные ликвидные активы      | безрисковые   | не приносящие дохода       |
| - государственные ценные бумаги, находящиеся в портфеле банка                      | первоклассные ликвидные активы      | минимальный   | низкодоходные              |
| - межбанковские кредиты - корпоративные ценные бумаги, предназначенные для продажи | высоколиквидные                     | низкий        | средний уровень доходности |
| - краткосрочные ссуды юридическим и физическим лицам - факторинговые операции      | низколиквидные                      | средний       | средний уровень доходности |
| - долгосрочные ссуды - инвестиционные ценные бумаги - лизинговые операции          | низколиквидные / неликвидные активы | высокий       | высокодоходные             |
| - просроченные ссуды - некоторые виды ценных бумаг - здания и сооружения           | неликвидные активы                  | максимальный  | не приносящие дохода       |